# Asperdaphne bastowi
Asperdaphne bastowi là một loài ốc biển, là động vật thân mềm chân bụng sống ở biển trong họ Conidae.

## Miêu tả
Con ốc này dài 4 mm, đường kính của nó là 1.75 mm.

## Phân bố
Loài sinh vật biển này phân bố chủ yếu tại Australia và chiếm tại Nam Australia và Victoria.